# Gahuku-Benabena jezici
Gahuku-Benabena jezici, podskupina od (4) gorokanska jezika, šire skupine kainantu-goroka, transnovogvinejska porodica, kojima govori ukupno oko 106,000 ljudi u provinciji Eastern Highlands u Papui Novoj Gvineji. Predstavljaju je:
- alekano ili gahuku[gah], 25.000 (1999 SIL).
- benabena ili bena [bef], 45.000 (1998 NTM).
- dano [aso], 30.000 (1987 SIL).
- tokano [zuh], 6.000 (1982 SIL).

## Vanjske poveznice
- Ethnologue (14th)
- Ethnologue (15th)